# Hand (Poker)
Im Kartenspiel Poker beschreibt der Begriff Hand die besten fünf Karten, die ein Spieler nutzen kann. Die Rangfolge der einzelnen Kartenkombinationen ist bei allen Spielvarianten gleich, lediglich ihre Wahrscheinlichkeit variiert. Die wichtigste Änderung stellt ein Deck mit einem Joker dar. Die bestmögliche erreichbare Hand ist bei einem solchen Deck ein Fünfling, während die beste Hand bei einem normalen französischen Blatt der Royal Flush ist.

## Allgemeine Regeln
- Falls eine Gleichheit beim Rang der Hand herrscht, entscheidet für gewöhnlich die Höhe der einzelnen Karten. Dabei gilt folgende, absteigende Reihenfolge: Ass – König – Dame – Bube – 10 – 9 – 8 – 7 – 6 – 5 – 4 – 3 – 2. Ist solch eine Karte entscheidend, so hat der betroffene Spieler den besseren Kicker.
- Eine Hand besteht immer aus fünf Karten. Deshalb ist es auch nicht möglich, dass der Kicker bei zwei gleich hohen Straights entscheidet, da diese ja bereits aus fünf Karten bestehen.
- Karten werden zuerst nach dem Rang der Hand gewertet und erst danach nach der Höhe der beteiligten Karten: Zwei Paare aus Zweien und Dreien sind also besser als Ein Paar Asse.
- Es gibt keine Hierarchie der Symbole mit Einfluss auf den Rang der Hand, die Stärke eines Flush ist nicht davon abhängig, zu welcher der vier Symbole die fünf gleichfarbigen Karten gehören.

## Einfluss der Spielvarianten auf die Wahrscheinlichkeiten der Hände
Die Angaben zu den Wahrscheinlichkeiten der unterschiedlichen Hände sind abhängig von der Spielvariante; sind also davon abhängig, ob es Gemeinschaftskarten gibt (z. B. Texas Hold’em) oder auch Karten getauscht werden (z. B. Draw Poker) können.
Die unterschiedlichen Spielvarianten zeichnen sich dadurch aus, dass es jeweils unterschiedliche Möglichkeiten gibt, um zu einer Hand aus fünf Karten zu gelangen. Die Gesamtzahl der Kombinationen ändert sich also von Spielvariante zu Spielvariante. Beim reinen Ziehen von fünf Karten aus einem Pokerblatt von 52 Karten gibt es 2.598.960 Kombinationen, bei sieben Karten aus 52 (Texas Hold’em) gibt es schon 133.784.560 Kombinationen.
Generell gilt: Teilt man die Anzahl der Kombinationen für eine Hand durch die Gesamtzahl an Kombinationen, so ergibt dies die Wahrscheinlichkeit, diese Hand in dieser Spielvariante zu erhalten. Also gilt (mit Ausnahmen) meistens die Regel: jede Hand ist umso wertvoller, je weniger Kombinationen sie entspricht.
Sowohl die Möglichkeit zum Kartentausch als auch die zur Auswahl aus Gemeinschaftskarten beeinflussen die Wahrscheinlichkeiten üblicherweise eher zugunsten wertvollerer Hände. So ist bei der Spielvariante Texas Hold’em z. B. das Paar wahrscheinlicher als High Card, rangiert aber dennoch höher, da wohlgemerkt die Rangfolge der einzelnen Hände immer unverändert bleibt.
Im Fall des Kartentausches kommt es naturgemäß auf die vom Spieler gewählte Strategie an, wie die Wahrscheinlichkeiten im Detail beeinflusst werden. Eine unabhängig von der Spielerstrategie gültige Berechnung ist somit nicht möglich, und auf die Bestimmung einer möglicherweise optimalen Tauschstrategie kann hier nicht eingegangen werden.
Auch im Falle von Gemeinschaftskarten sind die Wahrscheinlichkeiten um einiges komplizierter zu berechnen als für den Fall 5 aus 52. Für 7 aus 52 (Texas Hold’em) werden daher hier nur exemplarisch die Hände ein Paar und High Card verglichen.

## Kombinationsmöglichkeiten bei 5 aus 52 Karten
Zieht man beim Draw Poker 5 Karten aus einem Pokerblatt von 52 Karten, sind 2 598 960 Kombinationen möglich:
{\displaystyle {\binom {52}{5}}={\frac {52!}{(52-5)!\cdot 5!}}={\frac {52\cdot 51\cdot 50\cdot 49\cdot 48}{5\cdot 4\cdot 3\cdot 2\cdot 1}}=2\,598\,960}
Die folgende Tabelle gibt zu jeder Hand die Anzahl der Möglichkeiten an, sie mit 5 aus 52 Karten zu bilden. Bei anderen Varianten (beispielsweise Hinzunahme von Jokern oder Mischen mehrerer vollständiger Kartenspiele) ergäben sich andere Werte. In der nächsten Spalte findet man die sich aus dieser Anzahl ergebende Wahrscheinlichkeit, ein solches Blatt beim zufälligen Ziehen von fünf Karten zu erhalten; Varianten mit strategischem Verhalten oder Auswahlmöglichkeiten sind hier also nicht berücksichtigt. Zu diesen Einschränkungen vergleiche auch den Abschnitt Einfluss der Spielvarianten auf die Wahrscheinlichkeiten. Die nächste Spalte „als Verhältnis“ gibt die Wahrscheinlichkeit für solch ein Blatt nicht als Prozentzahl, sondern in Form von Odds an. Die kumulierte Wahrscheinlichkeit gibt schließlich an, wie wahrscheinlich es ist, mindestens die betrachtete Kombination zu ziehen. Die Tabelle zählt den extrem seltenen Royal Flush beim Straight Flush mit, was insofern berechtigt ist, als er auch ohne gesonderte Benennung der höchste unter den Straight Flushes ist.
Die Wahrscheinlichkeiten können mithilfe der hypergeometrischen Verteilung, einer Wahrscheinlichkeitsverteilung, berechnet werden.
| Hand           | Anzahl an Möglichkeiten | Rechnung für die Anzahl der Kombinationen                                                                       | Wahrscheinlichkeit | Wahrscheinlichkeit  | kumulierte Wahrscheinlichkeit | kumulierte Wahrscheinlichkeit |
| Hand           | Anzahl an Möglichkeiten | Rechnung für die Anzahl der Kombinationen                                                                       | in Prozent         | als umgekehrtes Odd | in Prozent                    | als umgekehrtes Odd           |
| -------------- | ----------------------- | --- | ------------------ | ------------------- | ----------------------------- | ----------------------------- |
| Royal Flush    | 4                       | {\displaystyle 4\cdot {\tbinom {5}{5}}}                                                                         | 000,000154         | 649 739,000 : 1     | 000,000154                    | 649 739,000 : 1               |
| Straight Flush | 36                      | {\displaystyle 4\cdot (10-1)\cdot {\tbinom {5}{5}}}                                                             | 000,00139          | 72 192,300 : 1      | 000,00154                     | 64 973,000 : 1                |
| Vierling       | 624                     | {\displaystyle {\tbinom {13}{1}}\cdot {\tbinom {4}{4}}\cdot {\tbinom {12}{1}}\cdot 4^{1}}                       | 000,0240           | 4 164,000 : 1       | 000,0255                      | 3 913,000 : 1                 |
| Full House     | 3 744                   | {\displaystyle {\tbinom {13}{1}}\cdot {\tbinom {4}{3}}\cdot {\tbinom {12}{1}}\cdot {\tbinom {4}{2}}}            | 000,144            | 693,200 : 1         | 000,170                       | 588,600 : 1                   |
| Flush          | 5 108                   | {\displaystyle 4\cdot {\tbinom {13}{5}}-4\cdot 10\cdot {\tbinom {5}{5}}}                                        | 000,197            | 507,800 : 1         | 000,366                       | 272,100 : 1                   |
| Straight       | 10 200                  | {\displaystyle 10\cdot 4^{5}-4\cdot 10\cdot {\tbinom {5}{5}}}                                                   | 000,392            | 253,800 : 1         | 000,76                        | 130,800 : 1                   |
| Drilling       | 54 912                  | {\displaystyle {\tbinom {13}{1}}\cdot {\tbinom {4}{3}}\cdot {\tbinom {12}{2}}\cdot 4^{2}}                       | 002,11             | 46,300 : 1          | 002,87                        | 33,800 : 1                    |
| Zwei Paare     | 123 552                 | {\displaystyle {\tbinom {13}{2}}\cdot {\tbinom {4}{2}}\cdot {\tbinom {4}{2}}\cdot {\tbinom {11}{1}}\cdot 4^{1}} | 04,75              | 20,000 : 1          | 07,63                         | 12,100 : 1                    |
| Ein Paar       | 1 098 240               | {\displaystyle {\tbinom {13}{1}}\cdot {\tbinom {4}{2}}\cdot {\tbinom {12}{3}}\cdot 4^{3}}                       | 042,3              | 1,370 : 1           | 049,9                         | 1,005 : 1                     |
| Höchste Karte  | 1 302 540               | {\displaystyle \left({\tbinom {13}{5}}-10\right)\cdot (4^{5}-4)}                                                | 050,1              | 0,995 : 1           | 100                           | 0,000 : 1                     |
| Summe          | 2 598 960               | {\displaystyle {\tbinom {52}{5}}={\tfrac {52!}{47!\cdot 5!}}}                                                   | 100                | 0,000 : 1           |                               |                               |

### Royal Flush
Diese Hand ist eigentlich ein Straight Flush, wird durch ihre Rolle als beste Hand im Poker und ihre Seltenheit jedoch gesondert betrachtet. Ein Royal Flush, wie z. B. A♣ K♣ Q♣ J♣ 10♣, ist ein Straight Flush mit dem Ass als höchster Karte, somit also der höchste Straight Flush.
In dem sehr unwahrscheinlichen Fall, dass z. B. beim Draw Poker, zwei Spieler einen Royal Flush halten, wird der Pot geteilt. Bei den Hold’em-Varianten, bei denen mit Gemeinschaftskarten gespielt wird, ist eine solche Situation nur möglich, wenn der Royal Flush komplett offen auf dem Tisch liegt, also die fünf Gemeinschaftskarten (board) den Royal Flush zeigen, bei der Variante Omaha Hold’em, in der es auch Gemeinschaftskarten gibt, ist eine solche Situation nicht möglich.
Beispiele:
- A♣ K♣ Q♣ J♣ 10♣ schlägt K♣ Q♣ J♣ 10♣ 9♣

Ein Splitpot ist nur möglich, wenn das Board A♣ K♣ Q♣ J♣ 10♣ (oder andere Farbe) ist.
In diesem Fall spielen alle Spieler den Royal Flush vom Board.
Anzahl möglicher Kombinationen
Es gibt eine mögliche höchste Karte (Ass) und vier verschiedene Farben:
{\displaystyle {1 \choose 1}{4 \choose 1}=4}

### Straight Flush
Die verschiedenen Straight Flushes (für: Einfarbige Straßen; darunter auch der Royal Flush, s. o.) sind die bestmöglichen Kartenkombinationen. Ein Beispiel ist eine Hand wie Q♠ J♠ 10♠ 9♠ 8♠, die fünf Karten hintereinander in derselben Farbe enthält. Zwei konkurrierende Straight Flushes werden nach ihrer höchsten Karte bewertet, vergleichbar mit einem straight. Die Wahrscheinlichkeit des Auftretens eines Straight Flushs ist noch geringer als diejenige von vier Karten gleichen Rangs (z. B. vier Buben), deshalb ist der Straight Flush die zweithöchstgewertete aller Pokerhände. Hier sind auch Straights mit 5 als höchster Karte möglich, wie etwa 5♦ 4♦ 3♦ 2♦ A♦. Diese Hand ist auch als steel wheel bekannt.
Beispiele:
- 7♥ 6♥ 5♥ 4♥ 3♥ schlägt 5♠ 4♠ 3♠ 2♠ A♠
- J♣ 10♣ 9♣ 8♣ 7♣ „splittet“ J♦ 10♦ 9♦ 8♦ 7♦ (split pot)

Anzahl möglicher Kombinationen (ohne Royal Flush)
Es gibt (ohne Ass als höchste Karte) neun verschiedene mögliche höchste Karten und vier verschiedene Farben:
{\displaystyle {9 \choose 1}{4 \choose 1}=36}

### Vierling
Ein Vierling, oder Poker, im Englischen auch four of a kind oder quads genannt, ist eine weitere Pokerhand. Ein Beispiel dafür ist 9♣ 9♠ 9♦ 9♥ J♥. Ein Vierling enthält vier Karten desselben Wertes. Der Vierling steht über dem Full House und unter einem Straight Flush. Es entscheidet die Höhe des Vierlings. Liegt bereits ein Vierling unter den Gemeinschaftskarten, sodass alle verbliebenen Spieler diesen Vierling nutzen können, entscheidet die Höhe des Kickers, bei Gleichheit kommt es zu einem split pot.
Beispiele:
- 10♣ 10♦ 10♥ 10♠ 5♦ schlägt 6♦ 6♥ 6♠ 6♣ K♠
- 10♣ 10♦ 10♥ 10♠ Q♣ schlägt 10♣ 10♦ 10♥ 10♠ 5♦ aufgrund des besseren Kickers
- 10♣ 10♦ 10♥ 10♠ Q♣ „splittet“ 10♣ 10♦ 10♥ 10♠ Q♦ (split pot)

Anzahl möglicher Kombinationen
Jeder der dreizehn Werte kann sich zu einem Vierling entwickeln. Bleiben (52-4) = 48 restliche Karten, die als Kicker dienen:
{\displaystyle {13 \choose 1}{48 \choose 1}=624}
Ein anderer Ansatz geht – äquivalent zu Zwilling und Drilling – davon aus, dass jeder der dreizehn Werte einen Vierling bilden kann. Enthalten sind vier der vier Farben eines Wertes. Die verbleibende Karte kann einen der zwölf verbliebenen Werte in vier verschiedenen Farben haben:
{\displaystyle {13 \choose 1}{4 \choose 4}{12 \choose 1}{4 \choose 1}=624}

### Full House
Ein Full House, zu Deutsch volles Haus, manchmal auch volles Boot genannt, entspricht einer Hand wie 3♣ 3♠ 3♦ 6♣ 6♥. Ein Full House besteht also aus einem Drilling und einem Paar. Damit liegt die Hand in der Wertigkeit unter einem Vierling und über einem Flush. Die Höhe des Drillings entscheidet. Können zwei Spieler mit den Gemeinschaftskarten ein Full House mit dem gleichen Drilling zusammenstellen, entscheidet die Höhe des Paars, bei Gleichheit kommt es zu einem split pot.
Beispiele:
- 10♠ 10♥ 10♦ 4♠ 4♦ schlägt 9♥ 9♣ 9♠ A♥ A♣ aufgrund des besseren Drillings
- 10♠ 10♥ 10♦ 4♠ 4♦ schlägt 10♥ 10♣ 10♠ 3♥ 3♣ aufgrund des besseren Pärchens
- Q♥ Q♦ Q♣ 8♥ 8♣ „splittet“ Q♥ Q♦ Q♠ 8♥ 8♣ (split pot)

Anzahl möglicher Kombinationen
Der Drilling kann von dreizehn Werten und drei verschiedenen Farben sein. Das Paar kann eines von den verbliebenen zwölf Werten sein und besteht aus zwei von vier Farben:
{\displaystyle {13 \choose 1}{4 \choose 3}{12 \choose 1}{4 \choose 2}=3.744}

### Flush
Ein Flush ist eine Hand wie etwa Q♣ 10♣ 7♣ 6♣ 4♣, die aus fünf Karten derselben Farbe besteht. Zwei Flushes werden nach ihrer höchsten Karte bewertet. Ist diese gleich, entscheidet die zweithöchste, dann die dritthöchste Karte und so weiter. Ein Flush muss nicht aus aufeinanderfolgenden Karten gebildet werden. Ist das aber der Fall, so spricht man von einem Straight Flush. Die Farbe des Flushes spielt in der Reihenfolge keine Rolle.
Beispiele:
- A♥ Q♥ 10♥ 5♥ 3♥ schlägt K♠ Q♠ J♠ 9♠ 6♠ (ace high flush gewinnt)
- A♦ K♦ 7♦ 6♦ 2♦ schlägt A♥ Q♥ 10♥ 5♥ 3♥ (flush, ace king high gewinnt)
- Q♥ 10♥ 9♥ 5♥ 2♥ „splittet“ Q♠ 10♠ 9♠ 5♠ 2♠ (split pot)

Anzahl möglicher Kombinationen
Der Flush besteht aus fünf Karten derselben Farbe. Von jeder Farbe gibt es dreizehn Karten. Es gibt vier verschiedene Farben. Von der Zahl ziehen wir die 36 möglichen straight flushes und die vier möglichen royal flushes ab, die jeweils extra gewertet werden:
{\displaystyle {13 \choose 5}{4 \choose 1}-36-4=5.108}

### Straight
Ein Straight, im Deutschen auch Straße, ist eine Hand wie beispielsweise Q♣ J♠ 10♠ 9♥ 8♥, die aus fünf aufeinanderfolgenden Karten verschiedener Farben gebildet wird. Sind die Farben der fünf Karten jedoch identisch, spricht man von einem Straight Flush. Die Hand ist stärker als ein Drilling und schwächer als ein Flush. Sind zwei Straights im Umlauf, wird nach der höchsten Karte gewertet. Ist diese gleich, gibt es einen split pot. Straights mit fünf als höchste Zahl, also A – 2 – 3 – 4 – 5, sind erlaubt, Straights wie K – A – 2 – 3 – 4 (round the corner straight) jedoch nicht, wenn nicht ausdrücklich vereinbart. Andere Varianten, wie skip straight (3 – 5 – 7 – 9 – J) sollten auch vor Beginn der Spielrunde vereinbart werden, ggf. inklusive ihrer Bewertung.
Beispiele:
- 8♠ 7♠ 6♥ 5♥ 4♠ schlägt 6♦ 5♠ 4♦ 3♥ 2♣ (eight high straight)
- 8♠ 7♠ 6♥ 5♥ 4♠ „splittet“ 8♥ 7♦ 6♣ 5♣ 4♥ (split pot)

Anzahl möglicher Kombinationen
Ein Straight besteht aus fünf Karten. Er besteht aus einer der zehn möglichen höchsten Karten. Jede Karte kann eine beliebige der vier Farben haben. Wie bei den flushes werden die 36 straight flushes und die vier royal flushes abgezogen:
{\displaystyle {10 \choose 1}{4 \choose 1}^{5}-36-4=10.200}

### Drilling
Drilling, im Englischen auch three of a kind oder trips genannt, ist eine Hand wie 2♦ 2♠ 2♥ K♠ 6♠, die drei Karten desselben Wertes und zwei andere Karten enthält. Es ist über den zwei Paaren und unter dem Straight angeordnet. Können zwei Spieler aus den Gemeinschaftskarten einen gleich hohen Drilling bilden, entscheidet die Höhe des ersten Kickers, bei Gleichheit der zweite Kicker.
Beispiele:
- 8♠ 8♥ 8♦ 5♠ 3♣ schlägt 5♣ 5♥ 5♦ Q♦ 10♣ (three eights gewinnt)
- 8♠ 8♥ 8♦ A♣ 2♦ schlägt 8♣ 8♥ 8♦ 5♠ 3♣

Wenn auch wertungstechnisch identisch, ergeben sich bei Spielen mit Gemeinschaftskarten zwei grundverschiedene Spielsituationen.
- Ein Set ist ein Drilling, das aus einem Pocket Pair entstanden ist, was eine sehr starke Hand darstellt, zumal sie schwer lesbar für den Gegner ist.
- Trips ist ein Drilling mit einer Karte der Starthand und einem offenen Paar. Diese Kombination kann nie die Nuts sein.

Anzahl möglicher Kombinationen
Jeder der dreizehn Werte kann einen Drilling bilden. Enthalten sind drei der vier Farben eines Wertes. Die anderen beiden Karten müssen zwei der zwölf verbliebenen Werte haben und können in vier verschiedenen Farben sein:
{\displaystyle {13 \choose 1}{4 \choose 3}{12 \choose 2}{4 \choose 1}^{2}=54.912}

### Zwei Paare
Eine Hand wie J♥ J♣ 4♣ 4♠ 9♠, nennt man Zwei Paare, engl. two pair. Oftmals werden die Paare auch genannt, wie etwa Zwei Paare, Asse und Achten. Sie besteht aus zwei Paaren und einer anderen Karte. Bei mehreren doppelten Paaren entscheidet das höhere Paar, dann das zweithöchste und gegebenenfalls der Kicker. Die Hand ist unter dem Drilling und über dem Paar angeordnet.
Beispiele:
- K♥ K♦ 2♣ 2♦ J♥ schlägt J♦ J♠ 10♠ 10♣ 9♠ (kings up gewinnt)
- 4♠ 4♣ 3♠ 3♥ K♦ (fours and threes, king kicker) schlägt 4♥ 4♦ 3♦ 3♣ 10♠

Anzahl möglicher Kombinationen
Jedes der zwei Paare kann einen der dreizehn Werte und zwei der vier Farben haben. Der Kicker kann einen der elf verbliebenen Werte und eine beliebige Farbe haben:
{\displaystyle {13 \choose 2}{4 \choose 2}^{2}{11 \choose 1}{4 \choose 1}=123.552}

### Ein Paar
Ein Paar, engl. one pair, ist eine Hand, bei der ein Wert doppelt vorhanden ist, wie etwa 4♥ 4♠ K♠ 10♦ 5♠, die zusätzlich drei andere Karten enthält. Die Hand ist schwächer als Zwei Paare und besser als die so genannte High Card. Können zwei Spieler gleich hohe Paare vorweisen, entscheidet die Höhe des ersten Kickers, bei Gleichheit der zweite und ggf. der dritte Kicker.
Beispiele:
- 10♣ 10♠ 6♠ 4♥ 2♥ schlägt 9♥ 9♣ A♥ Q♦ 10♦
- 10♥ 10♦ J♦ 3♥ 2♣ schlägt 10♣ 10♠ 6♠ 4♥ 2♥
- 10♥ 10♦ J♦ 4♥ 3♣ schlägt 10♣ 10♠ J♠ 4♦ 2♥

Anzahl möglicher Kombinationen
Ein Paar kann dreizehn Werte und zwei von vier verschiedenen Farben haben. Die restlichen drei Karten können zwölf verschiedene Werte und vier Farben haben:
{\displaystyle {13 \choose 1}{4 \choose 2}{12 \choose 3}{4 \choose 1}^{3}=1.098.240}

### High Card
Eine High Card, auch no pair genannt, bedeutet keine der obigen Kombinationen. Ein Beispiel ist K♥ J♣ 8♣ 7♦ 3♠. Bei zwei konkurrierenden High Cards zählt der Kicker, bei Gleichheit der zweite Kicker und so weiter.
Beispiele:
- A♦ 10♦ 9♠ 5♣ 4♣ schlägt K♣ Q♦ J♣ 8♥ 7♥
- A♦ 10♦ 9♠ 5♣ 4♣ schlägt A♣ 9♦ 8♥ 5♠ 4♠

Anzahl möglicher Kombinationen
Die Anzahl ergibt sich aus der Differenz der Anzahl aller möglichen Hände und der Summe der von Royal Flush bis Paar oben aufgeführten Hände:
{\displaystyle {52 \choose 5}-1.296.420=1.302.540}
Ein anderer Ansatz ist, Werte und Farben unabhängig voneinander zu betrachten:
- Es müssen fünf verschiedene Werte vorkommen, dabei dürfen sie keine der – betrachtet man nur die Werte und lässt die Farben außen vor – zehn Straßen bilden.
- Die Farben dürfen keinen der vier Flushes bilden, wobei hier analog nur die Farben betrachtet werden und die Werte außen vor sind.

Diese beiden Zahlen werden miteinander multipliziert:
{\displaystyle \left[{13 \choose 5}-10\right](4^{5}-4)=1.302.540}

## Kombinationsmöglichkeiten bei 7 aus 52 Karten (Texas Hold’em)
Die kumulierte Wahrscheinlichkeit gibt an, wie wahrscheinlich es ist, bei Texas Hold’em mindestens die betrachtete Kombination zu halten. Die Anzahl der möglichen Kombinationen für die 7 Karten (Starthand aus 2 Karten und 5 Community cards) ist {\displaystyle {\binom {52}{7}}={\frac {52!}{45!\cdot 7!}}=133\,784\,560}. Die Wahrscheinlichkeiten für Royal Flush, Straight Flush, Four of a kind und Full House können mithilfe der hypergeometrischen Verteilung, einer Wahrscheinlichkeitsverteilung, berechnet werden.
| Hand           | Anzahl der Kombinationen | Rechnung für die Anzahl der Kombinationen | Wahrscheinlichkeit | kumuliert  |
| Hand           | Anzahl der Kombinationen | | in Prozent         | in Prozent |
| -------------- | ------------------------ | --- | ------------------ | ---------- |
| Royal Flush    | 4 324                    | {\displaystyle 4\cdot {\tbinom {5}{5}}\cdot {\tbinom {47}{2}}} | 000,003            | 000,003    |
| Straight Flush | 37 260                   | {\displaystyle 9\cdot 4\cdot {\tbinom {5}{5}}\cdot {\tbinom {46}{2}}} | 000,028            | 000,031    |
| Vierling       | 224 848                  | {\displaystyle 4\cdot {\tbinom {13}{1}}\cdot {\tbinom {4}{4}}\cdot {\tbinom {48}{3}}} | 000,168            | 000,199    |
| Full House     | 3 473 184                | {\displaystyle {\begin{aligned}&{\tbinom {13}{1}}\cdot {\tbinom {4}{3}}\cdot {\tbinom {12}{1}}\cdot {\tbinom {4}{2}}\cdot {\tbinom {11}{2}}\cdot 4^{2}\\+&{\tbinom {13}{1}}\cdot {\tbinom {4}{3}}\cdot {\tbinom {12}{2}}\cdot {\tbinom {4}{2}}\cdot {\tbinom {4}{2}}\\+&{\tbinom {13}{2}}\cdot {\tbinom {4}{3}}\cdot {\tbinom {4}{3}}\cdot {\tbinom {11}{1}}\cdot 4^{1}\end{aligned}}} | 002,596            | 002,795    |
| Flush          | 4 047 644                | | 003,025            | 005,821    |
| Straight       | 6 180 020                | | 004,619            | 010,440    |
| Drilling       | 6 461 620                | | 004,830            | 015,270    |
| Zwei Paare     | 31 433 400               | | 023,496            | 038,766    |
| Ein Paar       | 58 627 800               | | 043,832            | 082,588    |
| Höchste Karte  | 23 294 460               | | 017,412            | 100,000    |
| Summe          | 133 784 560              | {\displaystyle {\tbinom {52}{7}}={\tfrac {52!}{45!\cdot 7!}}} | 100,000            |            |

### Royal Flush
Es gibt vier Möglichkeiten aus fünf Karten einen Royal Flush zu bilden. Mit den restlichen zwei Karten gibt es für jeden
Royal Flush nun  {\displaystyle {47 \choose 2}}  Möglichkeiten.
Insgesamt gibt es also
{\displaystyle 4\cdot {47 \choose 2}=4324}  mögliche Kombinationen.
Da es insgesamt {\displaystyle {52 \choose 7}=133784560}  verschiedene (Poker-)Kombinationen gibt,
beträgt die Wahrscheinlichkeit dann ungefähr 0,00323 %.

### Straight Flush
Bei fünf Karten gibt es 9 Möglichkeiten (kein Royal Flush) mit jeweils vier Farben für einen Straight Flush. Die restlichen Karten werden auf die verbleibenden 46 Karten aufgeteilt (mit der nächsthöheren Karte der gleichen Farbe würde sich ein höherer Straight Flush bilden). Es gibt dann
{\displaystyle 9\cdot 4\cdot {46 \choose 2}=37260} verschiedene Möglichkeiten für einen Straight Flush.
Die Wahrscheinlichkeit beträgt ca. 0,0279 %.

### Vierling
Damit aus sieben Karten ein Vierling gebildet werden kann, müssen vier gleiche Werte auftreten, ein Straight Flush ist deshalb nicht zu beachten.
Es gibt 13 verschiedene Vierlinge. Da vier Karten schon fest vergeben sind verbleiben also noch drei Karten die frei aus den restlichen 48 Karten kombinierbar sind.
Dies ergibt
{\displaystyle {48 \choose 3}\cdot 13=224.848}
verschiedene Kombinationen.
Teilt man durch die {\displaystyle {52 \choose 7}=133.784.560} Möglichkeiten insgesamt, so ergibt sich also eine Wahrscheinlichkeit von ca. 0,168 %, bei Texas Hold’em einen Vierling als beste Hand bilden zu können.

### Full House
Es gibt drei verschiedene Möglichkeiten ein Full House zu bilden:
Ein Drilling, ein Paar und zwei Kicker
Zuerst gibt es 13 Möglichkeiten für die Höhe des Drillings, von denen jeweils vier verschiedene möglich sind. Dann gibt es noch 12 Möglichkeiten für die Höhe des Paars, von dem jeweils sechs unterschiedliche möglich sind. Zur Verteilung der Kicker gibt es jetzt noch {\displaystyle {11 \choose 2}\cdot 4^{2}} Möglichkeiten. Es gibt also
{\displaystyle 13\cdot {4 \choose 3}\cdot 12\cdot {4 \choose 2}\cdot {11 \choose 2}\cdot 4^{2}=3294720} Kombinationen.
Ein Drilling und zwei Paare
Es gibt wieder 13 Möglichkeiten für die Höhe des Drillings. Die zwei Paare werden dann auf die restlichen 12 Ranghöhen verteilt. Es gibt
{\displaystyle 13\cdot {4 \choose 3}\cdot {12 \choose 2}\cdot {4 \choose 2}^{2}=123552}
Kombinationen.
Zwei Drillinge und ein Kicker
Die zwei Drillinge werden zuerst auf die 13 verschiedenen Ranghöhen der Karten verteilt. Der Kicker kann dann noch eine der 44 verbleibenden Karten sein. Es gibt
{\displaystyle {13 \choose 2}\cdot {4 \choose 3}^{2}\cdot 11\cdot 4=54912}
Kombinationen.
Insgesamt gibt es also {\displaystyle 3294720+123552+54912=3473184} mögliche Kombinationen für ein Full House.
Das ergibt eine Wahrscheinlichkeit von ca. 2,60 %.

### Flush
Es gibt drei Möglichkeiten für einen Flush: genau fünf gleichfarbige Karten, genau sechs gleichfarbige Karten, genau sieben gleichfarbige Karten. Die fünf, sechs oder sieben Karten des Flushs werden zunächst auf die 13 unterschiedlichen Ranghöhen der Karten verteilt. Dann wird die Anzahl der Kombinationen, die einen Straight Flush bilden würden, wodurch eine ranghöhere Hand entstehen würde abgezogen. Nun gibt es vier verschiedene Farben, in denen der Flush sein kann. Die restlichen Karten werden jetzt noch auf die 39 Karten verteilt, die keinen Flush mit mehr gleichfarbigen Karten bilden würden.
Man erhält
{\displaystyle \left[{13 \choose 5}-10\right]\cdot 4\cdot {39 \choose 2}+\left[{13 \choose 6}-9-8\cdot 6-2\cdot 7\right]\cdot 4\cdot 39+\left[{13 \choose 7}-8-7\cdot 5-2\cdot 6-8\cdot {6 \choose 2}-2\cdot {7 \choose 2}\right]\cdot 4=4047644}
Kombinationen für einen Flush.
Die Wahrscheinlichkeit beträgt ca. 3,03 %.

### Straight
Es gibt 10 unterschiedlich hohe Straßen. Man kann eine Straße auf drei voneinander unabhängigen Wegen bilden:
Eine Straße und zwei Kicker
Bei neun der zehn Straßen darf kein Kicker eine höhere Straße bilden. Bei der höchsten Straße ist dies unmöglich. Die Kicker dürfen zunächst alle anderen Karten sein, wobei allerdings kein Paar bzw. Drilling zusammen mit einer Karte der ursprünglichen Straße entstehen darf. Außerdem darf sich kein Flush bilden. Es gibt
{\displaystyle 9\cdot (4^{5}-4)\cdot {28 \choose 2}+(4^{5}-4)\cdot {32 \choose 2}-9\cdot 4\cdot \left[5\cdot 3\cdot \left(7\cdot 3\cdot 7+{7 \choose 2}\right)+{5 \choose 3}\cdot 3^{2}\cdot {7 \choose 2}\right]-4\cdot \left[5\cdot 3\cdot \left(8\cdot 3\cdot 8+{8 \choose 2}\right)+{5 \choose 3}\cdot 3^{2}\cdot {8 \choose 2}\right]}
{\displaystyle =3793920}  Kombinationen.
Eine der beiden übrigen Karten bildet mit einer Karte der Straße ein Paar
Es gibt fünf Möglichkeiten, wo das Paar sein kann(Ranghöhe) und jeweils sechs Möglichkeiten, wie es auf die Farben verteilt werden kann. Unter Berücksichtigung, dass sich wieder kein Flush bilden darf, gibt es
{\displaystyle 9\cdot 5\cdot {4 \choose 2}\cdot \left[(4^{4}-2)\cdot 28-\left(2\cdot {4 \choose 3}\cdot 3+2\right)\cdot 7\right]+5\cdot {4 \choose 2}\cdot \left[(4^{4}-2)\cdot 32-\left(2\cdot {4 \choose 3}\cdot 3+2\right)\cdot 8\right]=2108700}
Kombinationen.
Beide übrigen Karten bilden mit einer bzw. zwei Karten der Straße zwei Paare oder ein Drilling
Es gibt {\displaystyle {5 \choose 2}} Möglichkeiten, wo die beiden Paare sein können. In 24 von 36 Fällen haben jeweils eine Karte von beiden Paaren die gleiche Farbe. In sechs Fällen sind es jeweils beide. Dies muss beachtet werden, um die Anzahl der Kombinationen zu berechnen, die einen Flush bilden. Es gibt
{\displaystyle 10\cdot {5 \choose 2}\cdot \left[{4 \choose 2}^{2}\cdot 4^{3}-24-6\cdot 2\right]+10\cdot 5\cdot {4 \choose 3}\cdot (4^{4}-3)=277400}
Kombinationen.
Insgesamt gibt es also {\displaystyle 3793920+2108700+277400=6180020} mögliche Kombinationen für die Pokerhand Straight.
Das ergibt eine Wahrscheinlichkeit von ungefähr 4,62 %.

### Drilling
Außer dem Drilling darf es keine weiteren Paare, Drillinge oder Vierlinge geben, weil dadurch ranghöhere Kombinationen entstehen würden. Der Drilling und die vier Kicker werden zuerst auf die 13 verschiedenen Ranghöhen der Karten verteilt. Dann muss die Anzahl der Kombinationen abgezogen werden, die eine Straße bilden würden. Außerdem gibt es fünf Möglichkeiten, wo der Drilling und die Kicker sich befinden können(nach der Ranghöhe der Karten). Es gibt bei gleicher Ranghöhe vier Möglichkeiten für den Drilling(Farben). Für die Kicker gibt es noch jeweils {\displaystyle 4^{4}} Möglichkeiten, wobei allerdings drei subtrahiert werden müssen, da sie ein Flush bilden würden. Es gibt dann
{\displaystyle \left[{13 \choose 5}-10\right]\cdot {5 \choose 1}\cdot {4 \choose 3}\cdot (4^{4}-3)=6461620}
Kombinationen für einen Drilling.
Die Wahrscheinlichkeit beträgt ungefähr 4,83 %.

### Zwei Paare
Es gibt zwei Möglichkeiten, wie zwei Paare gebildet werden können: zwei Paare und drei Kicker, drei Paare und ein Kicker.
Für den ersten Fall werden die zwei Paare und die drei Kicker zuerst auf die 13 Ranghöhen der Karten verteilt. Die Anzahl der Kombinationen, die eine Straße bilden wird abgezogen. Es gibt {\displaystyle {5 \choose 2}}Möglichkeiten, wo die Paare und die Kicker sich befinden(Ranghöhe). Dann wird noch mit der Anzahl der möglichen Kombinationen der Kicker(es darf sich kein Flush bilden) multipliziert.
Für den zweiten Fall werden die drei Paare zunächst wieder auf die 13 Ranghöhen verteilt. Für jedes Paar gibt es sechs Möglichkeiten(Farben). Der Kicker kann nun noch auf 40 verschiedene Karten fallen.
Es gibt
{\displaystyle \left[{13 \choose 5}-10\right]\cdot {5 \choose 2}\cdot \left(6\cdot 4^{3}+24\cdot (4^{3}-1)+6\cdot (4^{3}-2)\right)+{13 \choose 3}\cdot 6^{3}\cdot 10\cdot 4=31433400}
Kombinationen für zwei Paare.
Die Wahrscheinlichkeit beträgt ca. 23,5 %.

### Ein Paar
Damit aus sieben Karten ein Paar (aber nichts Besseres) gebildet werden kann, müssen sechs verschiedene Werte auftreten, hiervon einer doppelt, jedoch keine Straße.
Verboten sind hierbei zehn Straßen in Kombination mit einem weiteren Wert mit 13-5 Möglichkeiten; hierbei werden jedoch neun „Sechser-Straßen“ doppelt abgezogen.
Dies ergibt für die Werte
{\displaystyle \left[{13 \choose 6}-10\cdot (13-5)+9\right]\cdot {6 \choose 1}=9870}
verschiedene Kombinationen.
Hinsichtlich der Farben muss man für die das Paar bildenden Karten zwei aus vier Farben wählen, während bei den übrigen Karten alles erlaubt ist außer vier gleichen Farben mit einer der beiden auch im Paar auftretenden Farben oder ansonsten fünf gleichen Farben.
Dies ergibt
{\displaystyle {4 \choose 2}\cdot \left[4^{5}-2\cdot {5 \choose 1}\cdot 3-4\right]=5940}
verschiedene Farbkombinationen.
Die Gesamtkombinationen ergeben sich als Produkt, also
{\displaystyle 9870\cdot 5940=58.627.800}
Kombinationen.
Teilt man durch die {\displaystyle {52 \choose 7}=133.784.560} Möglichkeiten insgesamt, so ergibt sich also eine Wahrscheinlichkeit
von ca. 43,8 Prozent, bei Texas Hold’em ein Paar als beste Hand bilden zu können.

### High Card
Damit aus sieben Karten gar keine wertvolle Kombination gebildet werden kann, müssen sieben verschiedene Werte auftreten, darunter jedoch keine Straße. Nach dem Prinzip von Inklusion und Exklusion muss man die Kombinationen aus zehn Straßen mit zwei anderen Werten abziehen, dann die doppelt abgezogenen Kombinationen aus neun Sechser-Straßen mit einem anderen Wert wieder addieren. Die acht Siebener-Straßen werden dreimal bei den Fünfer-Straßen abgezogen und zweimal bei den Sechser-Straßen addiert, sind also hierdurch bereits korrekterweise abgezogen.
Dies ergibt
{\displaystyle {13 \choose 7}-10\cdot {8 \choose 2}+9\cdot {7 \choose 1}=1499}
Wertkombinationen.
Dem stehen
{\displaystyle 4^{7}-4\cdot {7 \choose 5}\cdot 3^{2}-4\cdot {7 \choose 6}\cdot 3^{1}-4\cdot {7 \choose 7}\cdot 3^{0}=15.540}
Farbkombinationen gegenüber.
Wiederum als Produkt ergeben sich
{\displaystyle 1499\cdot 15.540=23.294.460}
Kombinationen insgesamt und somit eine Wahrscheinlichkeit von nur ca. 17,4 Prozent, bei Texas Hold’em lediglich High Card zu erzielen.